# ユリエ・ヤショバ
ユリエ・ヤショバ（チェコ語: Julie Jášová、女性、1987年9月14日 - ）は、チェコの元バレーボール選手。ポジションはリベロ。元チェコ代表。

## 来歴
2003年、地元のクラブであるSlavia PFに加入しプロとしてのキャリアをスタートさせる。2008年、チェコ代表に初選出される。その後は代表チームの正リベロを務める。2010年に日本で開催された世界選手権に出場した。同年からドイツリーグのTV Hambourgに移籍した。2012年のヨーロッパリーグで金メダルを獲得、同大会のベスト・リベロに輝いた。
2013年、ワールドグランプリに出場した。同年にチェコリーグのVK AGEL Prostějovに移籍した。

## 球歴
- 世界選手権 - 2010年
- ワールドグランプリ - 2013年
- 欧州選手権 - 2009年、2011年、2013年

## 受賞歴
- 2012年 ヨーロッパリーグ ベストリベロ賞

## 所属クラブ
- Slavia PF（2003-2004年）
- SK Slavia Praha（2004-2005年）
- VK Královo Pole（2005-2010年）
- TV Hambourg（2010-2013年）
- VK AGEL Prostějov（2013-2018年）
- VK UP Olomouc（2018-2019年）